# Bulonga phillipsi
Bulonga phillipsi là một loài bướm đêm trong họ Geometridae.